# 翁布鲁什·米克洛什
翁布鲁什·米克洛什（匈牙利語：Ambrus Miklós，1933年5月31日—2019年8月3日），匈牙利男子水球运动员。他曾代表匈牙利国家队参加1964年夏季奥林匹克运动会水球比赛，获得一枚金牌。